# 白金漢 (英國國會選區)

選區在白金漢郡的位置

白金漢（英語：Buckingham），英國國會一郡選區，位於白金漢郡，包括艾爾斯伯里韋爾大部和威科姆區一小部。設於1542年，1660年起設兩議席，1868年成為單選區。
本區議席1918年前多數為自由黨，以後多數為保守黨人士所佔據。2010年大選中下議院議長約翰·伯考以47.3%選票勝出該區連任。